# William Dodd Hathaway

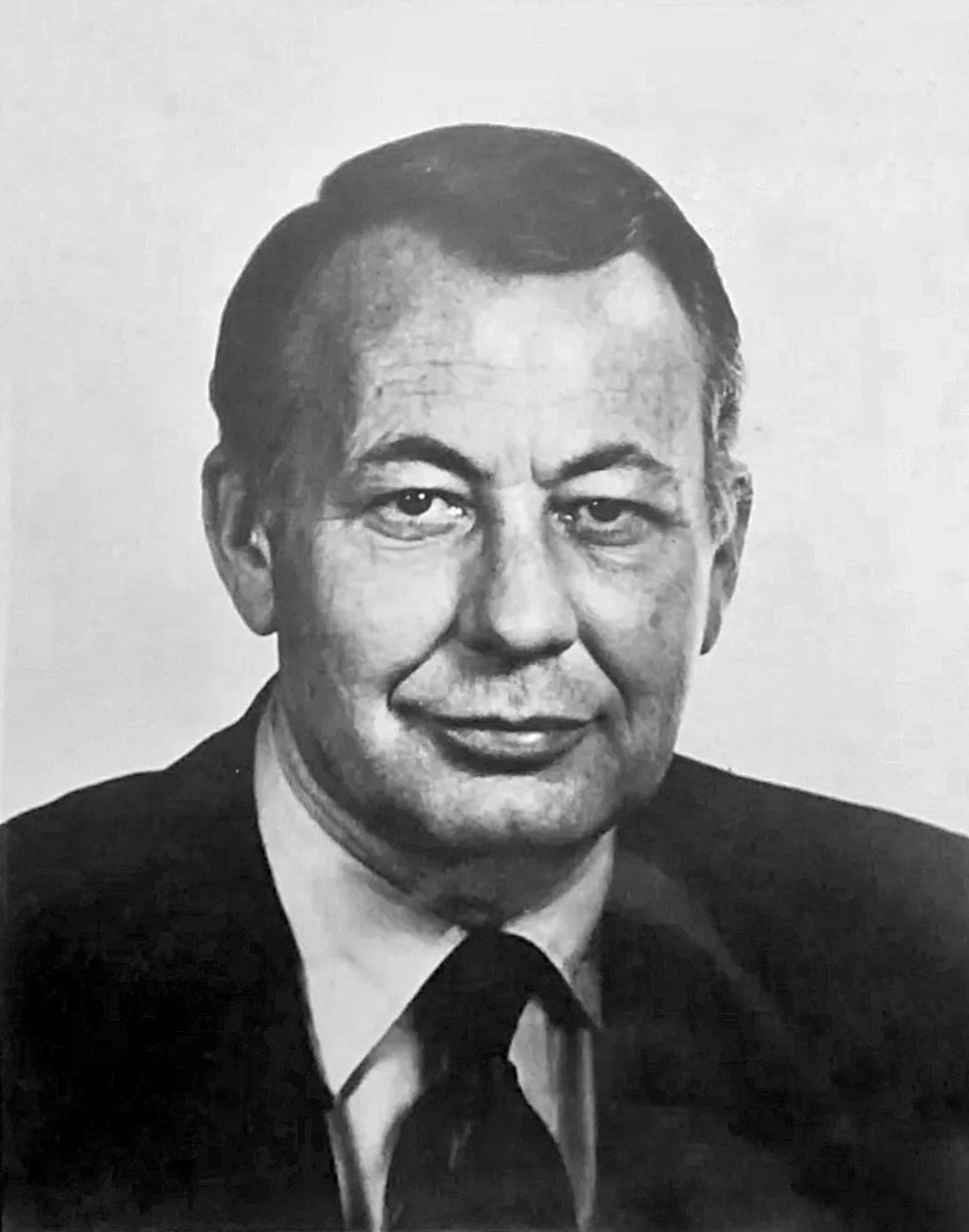
William Dodd Hathaway

William Dodd Hathaway (* 21. Februar 1924 in Cambridge, Massachusetts; † 24. Juni 2013 in McLean, Virginia) war ein US-amerikanischer Politiker (Demokratische Partei), der den Bundesstaat Maine in beiden Kammern des Kongresses vertrat.

## Leben
Hathaway besuchte die öffentlichen Schulen in Boston. Während des Zweiten Weltkrieges kämpfte er in Reihen des US Army Air Corps. Er wurde über Rumänien abgeschossen und war zwei Monate lang Kriegsgefangener. 1946 schied er im Rang eines Captain ehrenhaft aus der Armee aus.
Nach Ende seiner militärischen Laufbahn studierte Hathaway Jura. Er graduierte 1949 in Harvard und machte an der dortigen Law School 1953 seinen Abschluss. Im selben Jahr wurde er in die Anwaltskammer aufgenommen und begann in Lewiston zu praktizieren. Von 1955 bis 1957 war er stellvertretender Staatsanwalt im Androscoggin County.
Seine politische Laufbahn begann mit der Wahl ins US-Repräsentantenhaus, dem er vom 3. Januar 1965 bis zum 3. Januar 1973 angehörte. Zu dieser Zeit waren die Demokraten im traditionell republikanisch wählenden Maine sehr erfolgreich. So verzichtete Hathaway auf eine weitere Kandidatur für das Repräsentantenhaus und trat dafür gegen die republikanische Senatorin Margaret Chase Smith an, der er dann auch mit knappem Vorsprung die einzige Wahlniederlage ihrer politischen Laufbahn auf Staatsebene beibrachte. Er gehörte dem Senat bis zum 2. Januar 1979 an; beim Versuch der Wiederwahl scheiterte er am späteren Verteidigungsminister William Cohen.
Nach seiner Zeit im Kongress arbeitete William Hathaway als Anwalt in Washington, D.C. 1990 berief ihn US-Präsident George Bush in die Federal Maritime Commission, deren Leitung er von 1993 bis 1996 innehatte, als er in den Ruhestand ging.
Hathaway starb 89-jährig an den Folgen einer Erkrankung an Lungenfibrose in seinem Haus in McLean im US-Bundesstaat Virginia.